# Kozmodemjansk (Mari El)
Kozmodemjansk (Russisch: Козьмодемьянск, Mari: Цикмӓ; Tsikma) is een stad in de Russische autonome republiek Mari El. De stad ligt aan de samenvloeiing van de rivieren de Wolga en de Vetloega.
Het fort Kozmodemjansk werd gesticht in 1552 door Tsaar Ivan IV na de verovering van Kazan en diende als bescherming van de grens tegen Tataarse aanvallen. De stad werd vernoemd naar de heiligen Cosmas en Damianus. Jarenlang was er niets behalve het streltsy fort. Na de ontwikkeling van de Wolga-route ontstond geleidelijk een nederzetting rond de burcht. De regio rondom bleef evenwel voornamelijk bewoond door Mari. Het stadje was een bekende handelsplaats voor plaatselijk geproduceerde houten voorwerpen. Vanwege het wegvallen van scheepvaartverkeer was er weinig activiteit 's winters. Kozmodemjansk verkreeg de stadsstatus in 1781. Gedurende de 20e eeuw industrialiseerde de stad zich.
Een lokaal museum opende de deuren in 1919. De collectie bevat voornamelijk schilderijen van Russische en Mari schilders. In 1979 werd een museum geopend om voorwerpen uit de Maricultuur te bewaren. Een etnografisch museum volgde in 1983, met meer dan 60 uiteenlopende typische Mari-gebouwen, evenals meer dan 2.000 werktuigen en voorwerpen.
| 1897  | 1926  | 1939   | 1959   | 1970   | 1979   | 1989   | 2002   |
| ----- | ----- | ------ | ------ | ------ | ------ | ------ | ------ |
| 5.200 | 7.700 | 10.700 | 12.600 | 15.300 | 18.800 | 24.746 | 22.771 |

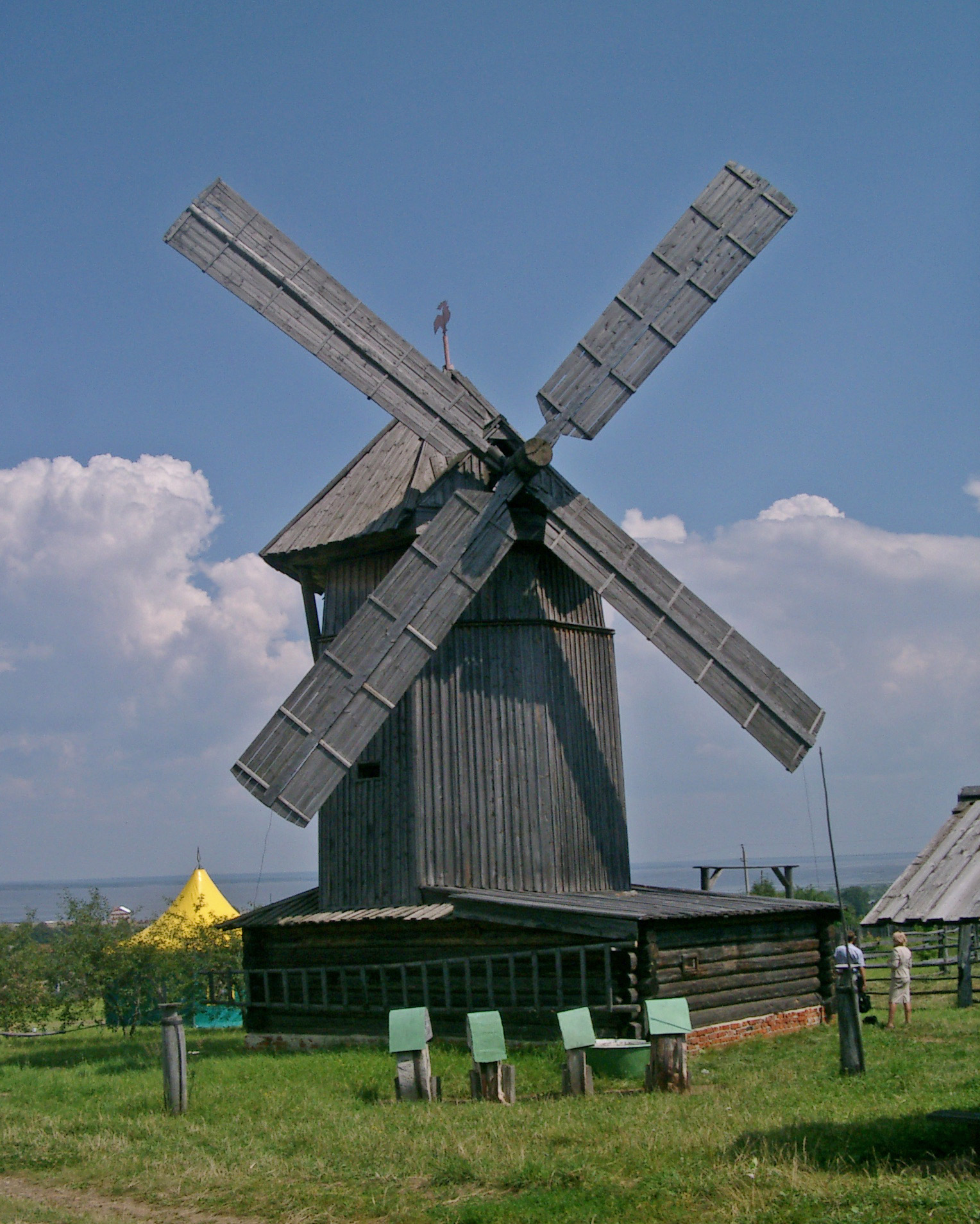
Historische houten windmolen in het Etnografisch Museum van de Mari in Kosmodemjansk

Bestuurlijk centrum: Josjkar-Ola

Kozmodemjansk · Volzjsk · Zvenigovo